# Bap Kennedy
Martin Christopher Kennedy, detto Bap (Belfast, 17 giugno 1962 – Belfast, 1º novembre 2016), è stato un cantautore britannico.
È noto per aver collaborato con Steve Earle, Van Morrison, Shane MacGowan e Mark Knopfler, e per avere composto il brano Moonlight Kiss inserito nella colonna sonora di Quando l'amore è magia - Serendipity.
Prima di diventare un cantautore di successo con la pubblicazione di dieci album ha militato con il gruppo Energy Orchard con cui ha pubblicato 5 album trail 1990 e il 1996
Kennedy è morto nel 2016 all'età di 54 anni per un tumore al colon, al quale si era aggiunta una pancreatite.

## Discografia

### Con gli Energy Orchard
- 1990 - Energy Orchard
- 1992 - Stop the Machine
- 1993 - Shinola
- 1995 - Pain Killer
- 1996 - Orchardville

### Da solista
- 1998 - Domestic Blues[5]
- 1999 - Hillbilly Shakespeare[6]
- 2000 - Lonely Street[7]
- 2000 - Rare Live & Bladdered
- 2002 - Long Time a Comin: The Story So Far
- 2005 - Moriarty's Blues (Standard Edition EP e Special Edition EP)
- 2005 - The Big Picture[8]
- 2009 - Howl On
- 2012 - The Sailor's Revenge
- 2014 - Let's Start Again